# G-Police
G-Police er et skydespil, udviklet og udgivet af Psygnosis i 1997 til PlayStation og PC. Spillet har en enkelt efterfølger, G-Police: Weapons of Justice, som blev udgivet i 1999 til PlayStation. I 2007 blev G-Police gjort tilgængelig for download på PlayStation Network (kun i Europa).